# Список лидеров кинопроката США 2017 года
Список лидеров кинопроката США 2017 года содержит аннотированное перечисление фильмов, которые занимали первое место в США по итогам сборов каждой из недель 2017 года.

## Список
Указаны сборы в кинопрокате за одну текущую неделю.
| #  | Дата             | Фильм                                                   | Сборы        | Примечания |
| -- | ---------------- | ------------------------------------------------------- | ------------ | --- |
| 1  | 8 января 2017    | Скрытые фигуры                                          | $22 800 057  | «Скрытые фигуры» заняли первое место после двух выходных ограниченного проката. По первоначальным оценкам, «Изгой-один. Звездные войны: Истории» опережал «Скрытые фигуры». |
| 2  | 15 января 2017   | Скрытые фигуры                                          | $20 853 947  | «Скрытые фигуры» стали первым фильмом после «Звёздных войн: Пробуждение силы», который занял первое место в четвертый уик-энд после выхода в прокат. |
| 3  | 22 января 2017   | Сплит                                                   | $40 010 975  | По итогам выходных «Зверопой» обогнал «Мою большую греческую свадьбу» и стал самым кассовым фильмом, никогда не занимавшим первое место. |
| 4  | 29 января 2017   | Сплит                                                   | $25 655 440  | |
| 5  | 5 февраля 2017   | Сплит                                                   | $14 424 195  | «Сплит» стал первым фильмом 2017 года, который три уик-энда подряд занимал первое место. |
| 6  | 12 февраля 2017  | Лего Фильм: Бэтмен                                      | $53 003 468  | |
| 7  | 19 февраля 2017  | Лего Фильм: Бэтмен                                      | $32 655 114  | |
| 8  | 26 февраля 2017  | Прочь                                                   | $33 377 060  | |
| 9  | 5 марта 2017     | Логан                                                   | $88 411 916  | «Логан» побил рекорд «300 спартанцев» (70,8 миллиона долларов) за самые высокие дебютные кассовые сборы в марте для фильма с рейтингом R. |
| 10 | 12 марта 2017    | Конг: Остров черепа                                     | $61 025 472  | |
| 11 | 19 марта 2017    | Красавица и чудовище                                    | $174 750 616 | «Красавица и Чудовище» побили рекорды «Бэтмена против Супермена: На заре справедливости» (166 миллионов долларов) за самый кассовый дебютный уик-энд в марте и за весенний релиз, рекорд «Лоракса» (70,4 миллиона долларов) для музыкального фильма, рекорд «Идеального голоса 2» (69,2 миллиона долларов) за самый кассовый дебютный уик-энд для музыкального фильма с живыми актерами, рекорд «В поисках Дори» (135,1 миллиона долларов) за самый кассовый дебютный уик-энд для фильма с рейтингом PG и рекорд «Гарри Поттера и Даров Смерти. Часть 2» (169,2 миллиона долларов) для самого кассового дебютного уик-энда для фэнтезийного фильма с живыми актерами. Они также побили рекорд «Голодных игр: И вспыхнет пламя» (158 миллионов долларов) для самого кассового дебютного уик-энда у фильма с главной героиней. |
| 12 | 26 марта 2017    | Красавица и чудовище                                    | $90 426 717  | |
| 13 | 2 апреля 2017    | Босс-молокосос                                          | $50 198 902  | |
| 14 | 9 апреля 2017    | Босс-молокосос                                          | $26 363 488  | |
| 15 | 16 апреля 2017   | Форсаж 8                                                | $98 786 705  | Дебютные мировые сборы «Форсажа 8» в размере 532,5 миллиона долларов побили рекорд «Звёздных войн: Пробуждение силы» (529 миллионов долларов) по самому кассовому дебюту в истории. |
| 16 | 23 апреля 2017   | Форсаж 8                                                | $38 408 415  | |
| 17 | 30 апреля 2017   | Форсаж 8                                                | $19 936 540  | |
| 18 | 7 мая 2017       | Стражи Галактики. Часть 2                               | $146 510 104 | |
| 19 | 14 мая 2017      | Стражи Галактики. Часть 2                               | $65 263 492  | |
| 20 | 21 мая 2017      | Чужой: Завет                                            | $36 160 621  | |
| 21 | 28 мая 2017      | Пираты Карибского моря: Мертвецы не рассказывают сказки | $62 983 253  | |
| 22 | 4 июня 2017      | Чудо-женщина                                            | $103 251 471 | «Чудо-женщина» побила рекорд «Пятидесяти оттенков серого» (85,1 миллиона долларов) за самый кассовый дебютный уик-энд для женского фильма. |
| 23 | 11 июня 2017     | Чудо-женщина                                            | $58 520 672  | |
| 24 | 18 июня 2017     | Тачки 3                                                 | $53 688 680  | |
| 25 | 25 июня 2017     | Трансформеры: Последний рыцарь                          | $44 680 073  | |
| 26 | 2 июля 2017      | Гадкий я 3                                              | $72 434 025  | |
| 27 | 9 июля 2017      | Человек-паук: Возвращение домой                         | $117 027 503 | |
| 28 | 16 июля 2017     | Планета обезьян: Война                                  | $56 262 929  | |
| 29 | 23 июля 2017     | Дюнкерк                                                 | $50 513 488  | |
| 30 | 30 июля 2017     | Дюнкерк                                                 | $26 611 130  | |
| 31 | 6 августа 2017   | Темная башня                                            | $19 153 698  | |
| 32 | 13 августа 2017  | Проклятие Аннабель: Зарождение зла                      | $35 006 404  | |
| 33 | 20 августа 2017  | Телохранитель киллера                                   | $21 384 504  | По итогам выходных «Чудо-женщина» обогнала «Человека-паука» (403,7 миллиона долларов) как самый кассовый фильм о происхождении супергероя. |
| 34 | 27 августа 2017  | Телохранитель киллера                                   | $10 262 619  | |
| 35 | 3 сентября 2017  | Телохранитель киллера                                   | $10 536 010  | |
| 36 | 10 сентября 2017 | Оно                                                     | $123 403 419 | 13,5 миллионов долларов «Оно» в четверг вечером побили рекорд «Паранормального явления 3» (8 миллионов долларов) по самым высоким сборам в четверг для фильма ужасов с рейтингом R и рекорд «Дэдпула» (12,7 миллиона долларов) по самым высоким сборам в четверг вечером для фильма с рейтингом R. Фильм также побил рекорд «Монстров на каникулах 2» (48,5 млн долларов) по самому кассовому дебютному уик-энду в сентябре, рекорд «Паранормального явления 3» (52,5 млн долларов) по самому кассовому дебютному уик-энду для фильма ужасов и рекорд «Гравитации» (55,8 млн долларов) за самый кассовый дебютный уик-энд для осеннего релиза. |
| 37 | 17 сентября 2017 | Оно                                                     | $60 103 110  | |
| 38 | 24 сентября 2017 | Kingsman: Золотое кольцо                                | $39 023 010  | |
| 39 | 1 октября 2017   | Kingsman: Золотое кольцо                                | $16 935 565  | По первоначальным оценкам, «Оно» опережало «Kingsman: Золотое кольцо» . По итогам недели фильм обогнал «Изгоняющего дьявола» (232,9 миллиона долларов) как самый кассовый фильм ужасов всех времён. |
| 40 | 8 октября 2017   | Бегущий по лезвию 2049                                  | $32 753 122  | Девятую неделю подряд фильм с рейтингом R занимает первое место («Проклятие Аннабель: Зарождение зла», «Телохранитель киллера», «Оно», «Kingsman: Золотое кольцо»). Ранее это происходило со «Слежкой» и «Роковым влечением» в 1987 году. |
| 41 | 15 октября 2017  | Счастливого дня смерти                                  | $26 039 025  | |
| 42 | 22 октября 2017  | Хеллоуин Мэдеи 2                                        | $21 226 953  | |
| 43 | 29 октября 2017  | Пила 8                                                  | $16 640 452  | |
| 44 | 5 ноября 2017    | Тор: Рагнарёк                                           | $122 744 989 | |
| 45 | 12 ноября 2017   | Тор: Рагнарёк                                           | $57 078 306  | |
| 46 | 19 ноября 2017   | Лига справедливости                                     | $93 842 239  | |
| 47 | 26 ноября 2017   | Тайна Коко                                              | $50 802 605  | |
| 48 | 3 декабря 2017   | Тайна Коко                                              | $27 533 304  | |
| 49 | 10 декабря 2017  | Тайна Коко                                              | $18 452 315  | «Тайна Коко» стала первым анимационным фильмом со времён «Моаны», который лидировал по кассовым сборам три уик-энда подряд. |
| 50 | 17 декабря 2017  | Звёздные войны: Последние джедаи                        | $220 009 584 | У «Звёздных войн: Последние джедаи» был самый кассовый дебютный уик-энд в 2017 году, а в декабре он стал самым массовым релизом, обогнав «Звёздные войны: Пробуждение силы». «Звёздные войны: Последние джедаи» собрали 104,7 миллиона долларов в день открытия, став лишь вторым фильмом (наряду со «Звездными войнами: Пробуждение силы»), собравшим более 100 миллионов долларов за один день, и сделав франшизу «Звёздные войны» первой серией фильмов, включающей два фильма, которые смогли собрать 100 миллионов долларов за день. |
| 51 | 24 декабря 2017  | Звёздные войны: Последние джедаи                        | $71 565 498  | |
| 52 | 31 декабря 2017  | Звёздные войны: Последние джедаи                        | $52 520 140  | «Тайна Коко» и «Звёздные войны: Последние джедаи» стали первыми двумя фильмами, которые лидировали по кассовым сборам в течение как минимум трёх выходных подряд после «Моаны» и «Изгоя-один. Звёздные войны: Истории» в 2016 году. 30 декабря «Звёздные войны: Последние джедаи» перешагнули рубеж в миллиард долларов в мировом прокате, что сделало «Звёздные войны» первой франшизой, выпустившей три фильма с кассовыми сборами в миллиард долларов подряд, и первой франшизой, выпустившей три фильма с кассовым сбором в миллиард долларов три года подряд (наряду со «Звёздными войнами: Пробуждение силы» 2015 года и «Изгоем-один. Звёздные войны: Истории» 2016 года). |

## Самые кассовые фильмы
Ниже представлен список десяти фильмов, собравших наибольшую кассу в США и Канаде за 2017 год.
| Место | Название                         | Дистрибьютор | Сборы, $    |
| ----- | -------------------------------- | ------------ | ----------- |
| 1     | Звёздные войны: Последние джедаи | Disney       | 620 181 382 |
| 2     | Красавица и чудовище             | Disney       | 504 014 165 |
| 3     | Чудо-женщина                     | Warner Bros. | 412 563 408 |
| 4     | Джуманджи: Зов джунглей          | Sony         | 404 515 480 |
| 5     | Стражи Галактики. Часть 2        | Disney       | 389 813 101 |
| 6     | Человек-паук: Возвращение домой  | Sony         | 334 201 140 |
| 7     | Оно                              | Warner Bros. | 327 481 748 |
| 8     | Тор: Рагнарёк                    | Disney       | 315 058 289 |
| 9     | Гадкий я 3                       | Universal    | 264 624 300 |
| 10    | Лига справедливости              | Warner Bros. | 264 624 300 |